# 奈義町
奈義町（日语：／ Nagi chō */?）是位于日本岡山縣東北部與鳥取縣接壤的一個城鎮。轄區北部屬於中國山地，多為山林地，南部為日本原高原。
奈義町近年致力於推動生育率之增加，提供多項育兒補助及優惠政策，在2014年的出生率達到2.81，將近是同年全日本平均數1.44的兩倍。
町名「奈義」源自轄區北部的那岐山，發音同樣為「なぎ」（Nagi）。

## 歷史
- 1889年6月1日：實施町村制，現在的轄區在當時分屬：勝北郡北吉野村、豐田村、豐並村
- 1900年4月1日：勝北郡和勝南郡合併為勝田郡。
- 1955年2月1日：北吉野村、豐田村、豐並村合併為奈義町。[2]

### 變遷表
| 1889年 4月1日 | 1889年 - 1926年 | 1926年 - 1954年 | 1955年 - 1989年     | 1989年 - 現在       |
| ------------- | --------------- | --------------- | ------------------- | ------------------- |
| 北吉野村      | 北吉野村        | 北吉野村        | 1955年2月1日 奈義町 | 1955年2月1日 奈義町 |
| 豐田村        |                 |                 | 1955年2月1日 奈義町 | 1955年2月1日 奈義町 |
| 豐並村        |                 |                 | 1955年2月1日 奈義町 | 1955年2月1日 奈義町 |

## 交通
轄區內無鐵路和高速道路通過，距離最近的車站為位於津山市的西日本旅客鐵道因美線高野車站，距離最近的交流道為位於津山市的的中國自動車道津山交流道和位於美作市的美作交流道。

## 觀光資源

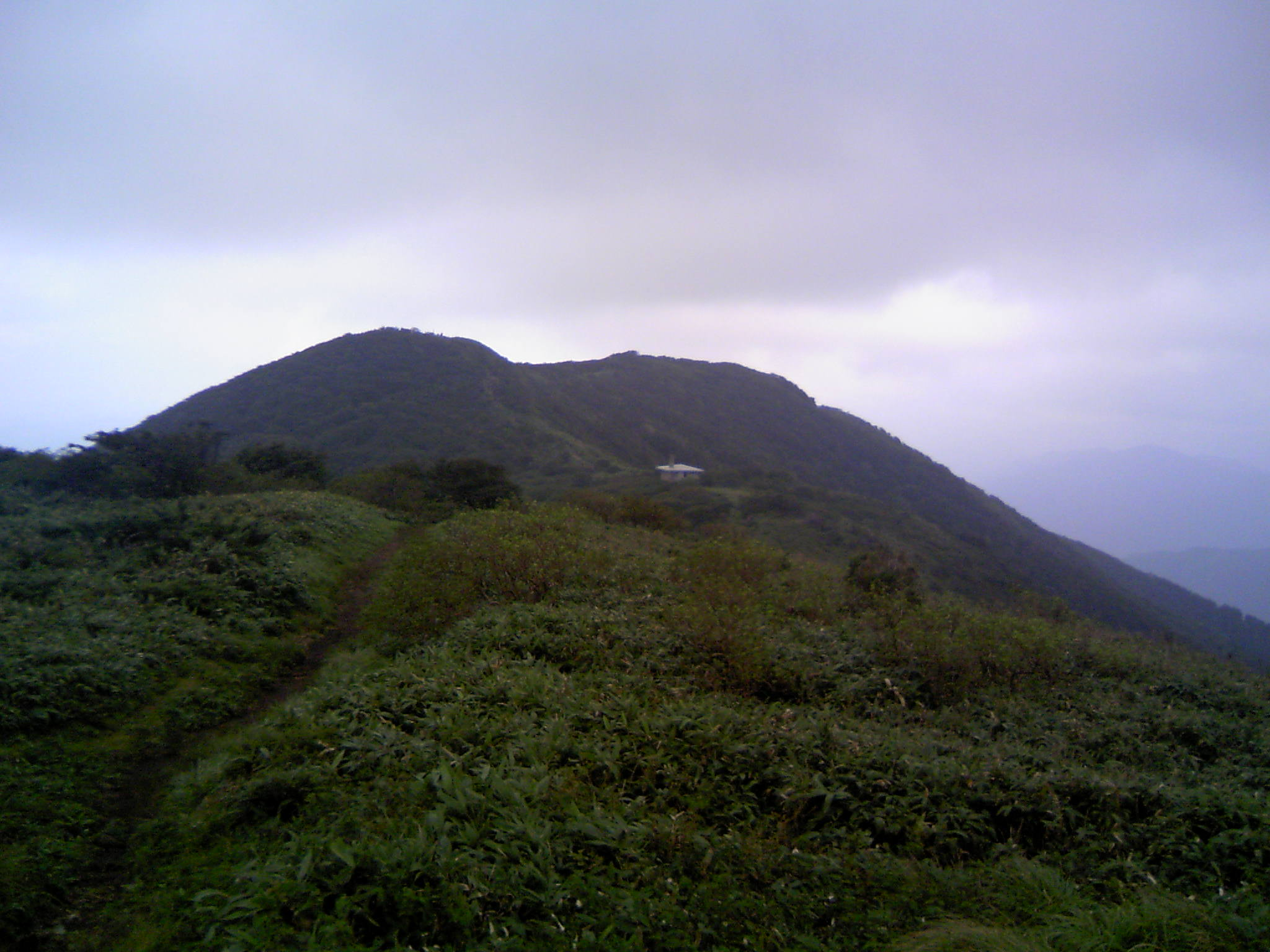
那岐山

- 那岐山
- 奈義町現代美術館
- 蛇淵瀑布
- 瀧山溪谷
- 那岐山安全祈願祭（毎年4月下旬）
- 橫仙歌舞伎大公演（毎年11月下旬）

## 本地出身之名人
- 大杉勝男：前職業棒球選手
- 岸本齊史：漫畫家
- 岸本聖史：漫畫家

## 外部連結
- （日語） 奈義町觀光協會[永久]
- （日語） 奈義町現在美術館 （页面存档备份，存于）
- （日語） 奈義町立圖書館 （页面存档备份，存于）